# Viburnum hispidulum
Viburnum hispidulum är en desmeknoppsväxtart som beskrevs av Kern. Viburnum hispidulum ingår i släktet olvonsläktet, och familjen desmeknoppsväxter. Inga underarter finns listade i Catalogue of Life.